# Elisa Orth
Elisa Orth (1984) es una investigadora brasileña. Se desempeña en el Departamento de Química de la Universidad Federal de Paraná en Brasil. Obtuvo notoriedad en 2015 cuando ganó un premio otorgado por L'Oréal y la UNESCO por su trabajo de investigación sobre las enzimas sintéticas.

## Biografía
Orth nació en 1984. Sus padres eran científicos y en su niñez se inspiró en el trabajo de Jane Goodall. Luego se graduó, realizando maestrías y doctorados en Química en la Universidad Federal de Santa Catarina.
Junto con su equipo de investigación de la Universidad Federal de Paraná en Brasil (2015) busca minimizar el daño causado por los pesticidas en los alimentos. Su trabajo conduce al desarrollo de nanocatalizadores para sensores multipropósito. La misma tecnología de enzimas también puede aplicarse para eliminar los efectos de enfermedades como el cáncer, la fibrosis, la enfermedad de Parkinson y el Alzheimer.
En 2015 formó parte del Programa de Postgrado en Química, Catálisis y Laboratorio Cinético cuando recibió el premio Mujeres en la Ciencia, creado por la UNESCO y la Fundación L'Oréal. El galardón se otorgó en París, donde fue elegida entre cientos de concursantes para recibir el premio de 20.000 euros por su contribución a la tecnología y la ingeniería. Orth ha denunciado que ha sufrido discriminación en el ámbito académico debido a su género, pero cree que su éxito puede ser un modelo a seguir para las mujeres que empiezan en sus carreras.